# Терновый (Ростовская область)
Терно́вый — хутор в Матвеево-Курганском районе Ростовской области. Входит в состав Новониколаевского сельского поселения.

## География
На хуторе имеется одна улица: Дальняя.

## История
В 1937 году . постановлением президиума ВЦИК хутор имени Рыкова переименован в Терновый.

## Население
| 2010 |
| ---- |
| 16   |